# Castell de la Concepció
El castell de la Concepció és una construcció medieval del segle xiii o xiv enclavada sobre el turó del mateix nom que s'alça sobre el port de Cartagena (Múrcia), en Espanya. Aquest castell és el que apareix representat en l'escut de la ciutat de Cartagena.

## Origen
La naturalesa de les primeres edificacions sobre el turó són incertes. Segons l'historiador grec Polibio, sobre el turó s'alçava en època romana un temple dedicat al déu Asclepi.
En la restauració recent realitzada al castell es va descobrir que el primer pis del mateix s'havia construït reutilitzant unes cisternes de factura romana, que podrien correspondre o bé a l'esmentat temple d'Esculapi o bé a algun tipus d'edificació del període romà d'Orient.

## Alcassaba àrab
Durant molt temps s'havia pensat que la ciutat de Cartagena hi havia pràcticament desaparegut durant la dominació musulmana. No obstant això, per diverses fonts àrabs se sap que la ciutat va tenir certa importància a partir del segle x, i especialment durant el segle xii.
Restes del poblament àrab de la ciutat han aparegut en diverses excavacions realitzades en el nucli antic, especialment en les del teatre romà de Cartagena.
De l'estudi d'algunes torrasses i ruïnes s'ha descobert que parteix de les muralles de l'actual castell amaguen embotits torrasses corresponents a una alcassaba musulmana del segle xii.
De l'època àrab queda en peus el llanternó del castell, que feia de far.

## El castell d'Alfons X el Savi

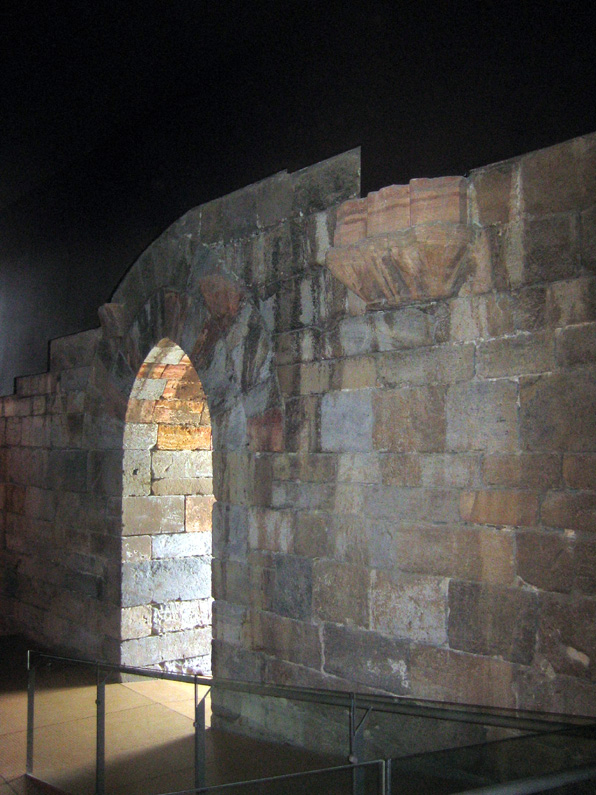
Interior de la torre del homenatge del castell de la Concepció.

Durant molt temps s'havia atribuït la configuració actual del castell al regnat d'Enric III de Castella, al xiv. No obstant això, últimes recerques han avançat la seva construcció sobre l'alcassaba àrab als temps de la Reconquesta, al segle xiii.
Després de la conquesta de Cartagena per Alfons X el Savi en 1256, es va disposar a restaurar l'antiga seu episcopal de la Diòcesi de Cartagena i a fortificar la ciutat amb la construcció d'un castell en el punt més alt de la ciutat, on abans es trobava l'alcassaba.
La ciutat es va convertir en aquest moment en l'única sortida de la Corona de Castella al mar Mediterrani, que es trobava encaixada entre la Corona d'Aragó i el Regne nassarrita de Granada. La importància estratègica del port de Cartagena era fonamental per a la política militar del rei Alfons X el Savi.
El castell de Cartagena mostra una disposició molt similar als castells d'Aledo i Llorca, amb els quals comparteix algunes marques de picapedrer.
En temps del rei Alfons es crea a Cartagena l'Orde de Santa Maria d'Espanya per a la lluita naval contra els musulmans. Diversos desastres navals en els quals es van perdre gairebé totes les naus de l'ordre van fer que el rei signés la seva dissolució. Això va provocar la disminució de la importància estratègica del port de Cartagena i, com a conseqüència, el castell va quedar inacabat.
L'entrada al castell es feia per un gran arc monumental emmarcat per dues torrasses conegudes com a Porta de la Vil·la, que donava accés a tot el recinte emmurallat del castell.
Dins del recinte emmurallat destacava la torre de l'homenatge, anomenada El Mascle, construïda amb grans carreus de pedra calcària grisa del Cabezo Gordo de Torre Pacheco i travertí rosa de Mula. Són molt freqüents els carreus i làpides reaprofitats d'edificis romans, com la gran làpida de Lucio Emilio Recto que serveix de llinda a l'entrada de la torre. Alguns historiadors afirmen que a la torrassa del castell li faltaria una segona planta completa, la qual cosa hauria fet tenir una aparença final molt similar a la de la torre alfonsina del castell de Llorca.

## Galeria d'imatges

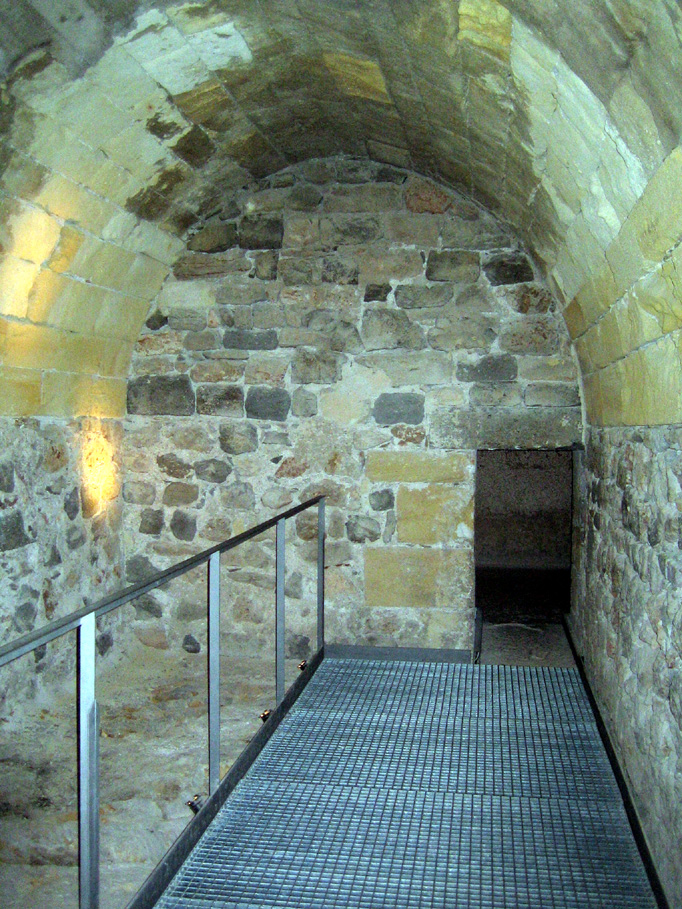
Cisternes romanes del castell.
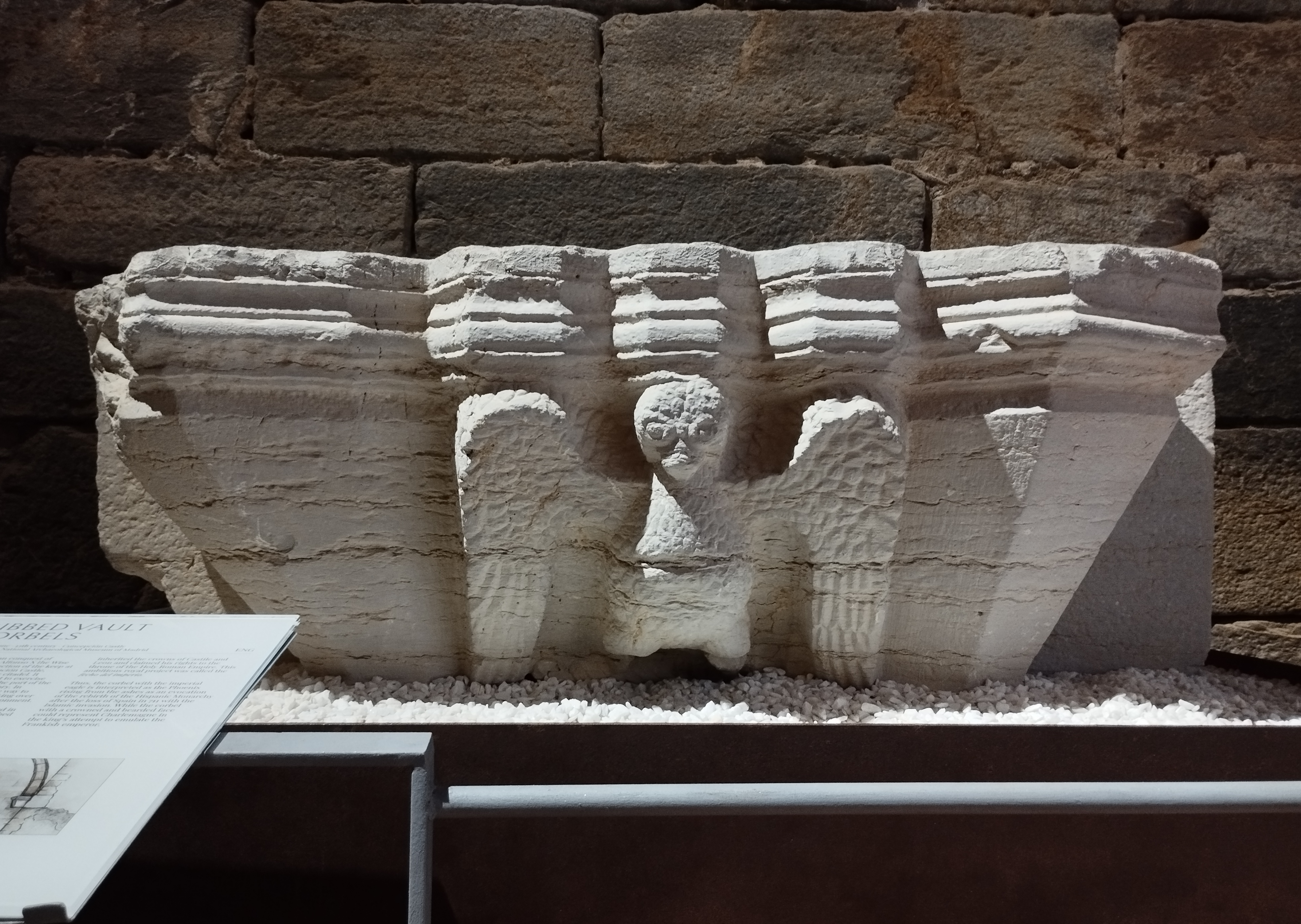
Mènsula del segle xiii.
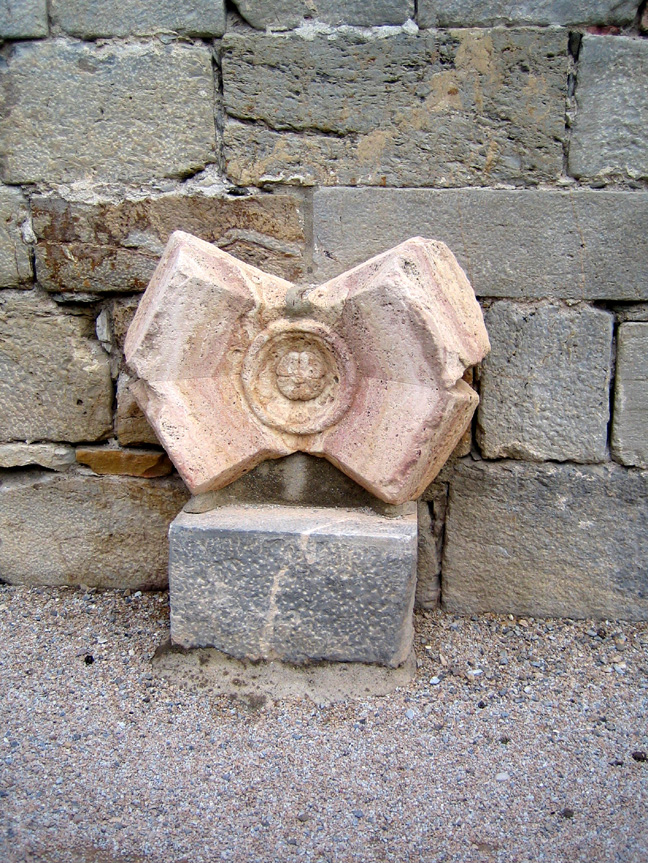
Clau de volta del segle xiii.
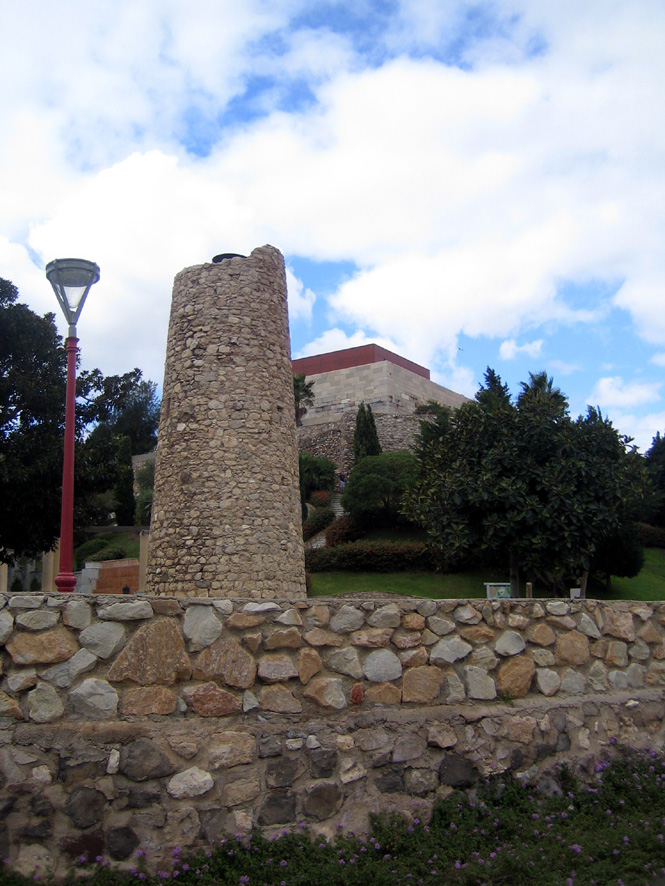
Llanterna àrab del castell.

## Ruïna i restauració

Escut de Cartagena amb la imatge del castell al centre.

En perdre la seva funció defensiva, el castell va entrar en decadència i va començar un progressiu procés de ruïna, que va portar a l'Ajuntament a plantejar-se la seva demolició a principis del segle xx.
Afortunadament el projecte no es va dur a terme, i durant la Dictadura de Primo de Rivera tot el recinte es va convertir en un gran parc públic amb jardins, estanys i animals, popularment conegut com el Castell dels Ànecs. Malgrat això, el castell va continuar en ruïnes.
Per fi, amb la formació del consorci Cartagena Port de Cultures, es va escometre la restauració parcial del castell i la seva torre de l'homenatge es va convertir en un centre d'interpretació de la història de Cartagena.
Al perder su función defensiva, el castillo entró en decadencia y comenzó un progresivo proceso de ruina, que llevó al Ayuntamiento a plantearse su demolición a principios del siglo xx.